# Ralph Christian Meyer

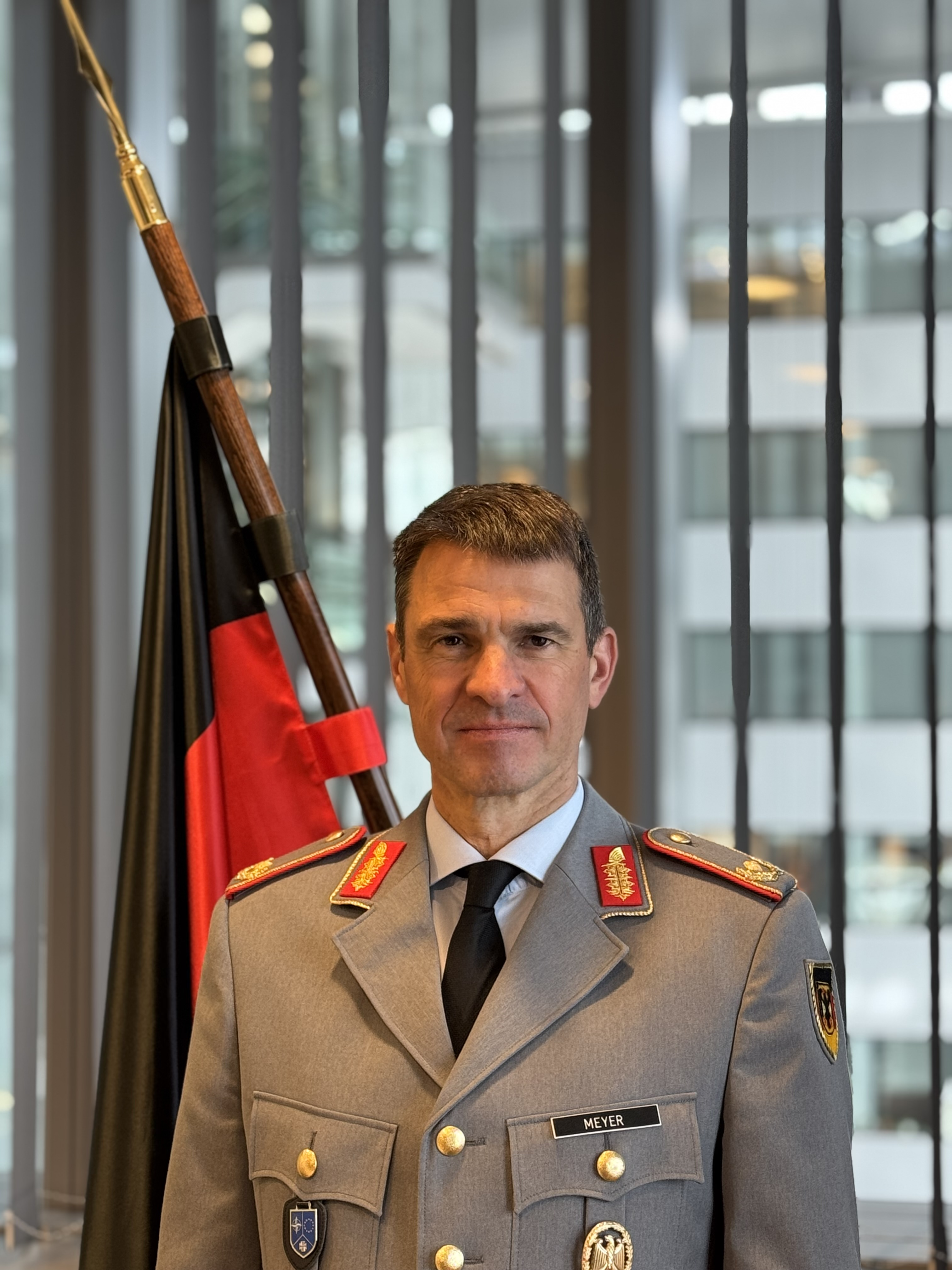
Ralph Christian Meyer 2025

Ralph Christian Meyer (* 18. Januar 1969 in Nordenham) ist ein Brigadegeneral des Heeres der Bundeswehr und seit 2024 Chef des Stabes und stellvertretender Deutscher Militärischer Vertreter im Militärausschuss der NATO und EU in Brüssel.

## Militärische Laufbahn

### Ausbildung und erste Verwendungen
Meyer trat 1988 als Soldat und Offizieranwärter in die Bundeswehr ein. Von 1988 bis 1990 absolvierte er die Offizierausbildung zum Offizier des Truppendienstes im Heer und ein Studium der Politikwissenschaften an der Universität der Bundeswehr Hamburg. Dieses schloss er als Diplom-Politologe ab. Von 1994 bis 2001 folgten Verwendungen in der Logistiktruppe als Zugführer beim Transportbataillon 143 in Strausberg und als Kompaniechef im Transportbataillon 220 in Günzburg. Von 2001 bis 2003 absolvierte er die Ausbildung zum Offizier im Generalstabsdienst an der Führungsakademie der Bundeswehr in Hamburg im 44. Generalstabslehrgang Heer.

### Dienst als Stabsoffizier
Die erste Verwendung als Offizier im Generalstabsdienst führte Meyer von 2003 bis 2005 als Stabsoffizier G 3 Operationen in den Stab II. Korps nach Ulm. Von 2005 bis 2006 nahm Meyer am Joint Services Command and Staff College, Shrivenham, teil. Er schloss mit dem Titel Master of Arts, am King’s College London in Defence Studies ab.
Anschließend folgte eine ministerielle Verwendung im Bundesministeriums für Verteidigung an, in der Meyer von 2006 bis 2008 als Stabsoffizier bei dem Leiter des Planungsstabes eingesetzt war. Es folgte von 2008 bis 2009 eine Verwendung als Referent im Planungsstab des BMVg. Nach seiner ministeriellen Verwendung wurde Meyer von 2010 bis 2011 Bataillonskommandeur des Logistikbataillon 471 in Dornstadt. Im Zeitraum von 2012 bis 2015 fungierte er als Sprecher des Generalinspekteurs im Presse-/ und Informationsstab im BMVg in Berlin. Danach wurde Meyer Gruppenleiter für laufende Operationen im Hauptquartier Multinationales Kommando Operative Führung, in Ulm. Von 2016 bis 2017 absolvierte Meyer ein Studium am Canadian Forces College im National Security Programm in Toronto.
Im Zeitraum von 2017 bis 2018 war Meyer eingesetzt als Branch Head Operation and Planning im internationalen Militärstab im NATO-Hauptquartier in Brüssel. Es folgte eine Verwendung von 2018 bis 2020 als Dezernatsleiter NATO Plans & Policy und Gruppenleiter NATO im Stab des Deutschen Militärischen Vertreters im Militärausschuss der NATO und der EU.
Von 2020 bis 2024 folgte eine weitere ministerielle Verwendung als Referatsleiter Militärstrategie, Einsatz und Operationen (MEO) II 1  (Militärpolitik Grundsatzangelegenheiten, Internationale Interessenvertretung Generalinspekteur der Bundeswehr) im Bundesministerium der Verteidigung in Berlin.

### Dienst als General
Im Oktober 2024 übernahm Meyer die Dienstgeschäfte als Chef des Stabes und Stellvertretender Deutscher Militärischer Vertreter im NATO-Militärausschuss und bei der Europäischen Union in Brüssel. Als Chef des Stabes arbeitet Meyer dem Deutschen Militärischen Vertreter, Generalleutnant Wolfgang Wien, zu.

### Auslandseinsätze
- 1998: S3 Offizier D/F UstgVbd SFOR, Bosnien
- 2011: Kommandeur LogBtl KFOR, Kosovo

### Auszeichnungen
- 1996: Ehrenkreuz der Bundeswehr in Bronze
- 1998: Einsatzmedaille in Bronze
- 2005: Ehrenkreuz der Bundeswehr in Silber
- 2011: NATO Einsatzmedaille Non Artikel Five „KFOR“
- 2025: Ehrenkreuz der Bundeswehr in Gold

## Privates
Meyer ist verheiratet und hat zwei Kinder.